# اتحاد أمريكا الوسطى لكرة القدم
تمثل اتحاد أمريكا الوسطى لكرة القدم، والمعروفة أكثر باسم يونكاف، فرق كرة القدم الوطنية في أمريكا الوسطى : بليز وكوستاريكا والسلفادور وغواتيمالا وهندوراس ونيكاراغوا وبنما. المنتخبات الأعضاء فيها جزء من الكونكاكاف.

## نظرة عامة
تنظم يونساف مسابقات مختلفة، يتم لعب كأس أمريكا الوسطى (كونكاكاف) كل عامين، ابتداءً من عام 1991، وعادةً ما تضم الفرق الوطنية السبعة. كوستاريكا هي أنجح فريق غذ فازت بالبطولة ثماني مرات (1991، 1997، 1999، 2003، 2005، 2005، 2013، 2014). فازت هندوراس بالبطولة أربع مرات (1993 و1995 و2011 و2017). فازت غواتيمالا بالبطولة في عام 2001، وبنما فازت بها في عام 2009. هذه البطولة عادة ما تكون بمثابة جولة تأهيلية لكأس الكونكاكاف الذهبية.
قام يونساف أيضًا بإدارة دوري أمريكا الوسطى، وهي مسابقة للأبطال والوصيف في الدوريات المحلية لأعضاء يونساف ؛ كان نادي موتاغوا (هندوراس) البطل الأخير (2007). على غرار كأس أمريكا الوسطى، تؤهل هذه المسابقة ثلاثة فرق لكأس أبطال الكونكاكاف. مع توسعها في دوري أبطال كونكاكاف في عام 2008، تضم جميع دول أمريكا الوسطى فريقًا واحدًا على الأقل وتم حل بطولة كأس كوبا لكرة القدم.

## روابط خارجية
- (بالإسبانية) موقع يونساف الرسمي